# Derrag
 (mai 2019).
Si vous disposez d'ouvrages ou d'articles de référence ou si vous connaissez des sites web de qualité traitant du thème abordé ici, merci de compléter l'article en donnant les références utiles à sa vérifiabilité et en les liant à la section « Notes et références ».
Derrag, anciennement Letourneux est une commune de la wilaya de Médéa en Algérie.

## Géographie

### Localisation
La commune de Letourneux / Derrag est localisée au sud-ouest de la wilaya de Médéa à 45 km à l'ouest de Ksar El Boukhari à environ 169 km au sud-ouest d'Alger, à 106 km au sud  de Médéa, à environ 16 km au nord-ouest d'Aziz, à 78 km au sud-est d'Aïn Defla , à 70 km au nord-est de Tissemsilt et à 139 km au nord-est de Tiaret.
| Tarik Ibn Ziad (W. Ain Defla)            | Oued Djemaa (W. Ain Defla) | Ouled Hellal |
|                                          | Derrag                     | Aziz         |
| Bordj El Emir Abdelkader (W. Tissemsilt) | Bou Aiche                  |              |

### Relief
Le village de  Letourneux /Derrag est situé sur le versant sud de l'Atlas Tellien, à l'est de l'Oursenis et à 1 150 mètres d'altitude.
Il est niché dans une très petite région, dite Bled Derrag d'environ 128 km2, petite entité géographique insérée en coin entre les forêts du Chaoun et du Boumédienne et séparée des hauts plateaux par le Taguensa et djebel Azzeba. Elle occupe une surface bordée sur les deux côtés par des montagnes bien arrosées, et sur un troisième par la steppe.
Le djebel Chaoun culmine à 1 820 mètres marque le tripoint entre les wilayas de Médéa, Ain Defla et Tissemsilt. La région est essentiellement constituée d'une ossature représentée par des massifs encerclant une zone centrale de dépression elle-même mamelonnée. 
L'encadrement comprend, au nord le Boumediene (1 648 m), à l'ouest le Chaoun (1 804 m) et le Techta (1 687 m) et enfin, sur la face sud-ouest, nord-est le djebel Azzeba (1 386 m) et le Tagensa (1 710 m). 
La partie centrale, au relief moins accusé, comporte cependant quelques éminences : Djiret, Kef touil, Chebaret. Le système orographique appartient à celui de l'Ouarsenis et la région fait partie de la Chaine du limes. La déclivité des terres est quasi générale. En conséquence, elles sont peu favorables à la mécanisation et sensibles à l'érosion.

### Hydrographie
Les montagnes périphériques jouent un rôle de châteaux d'eau, et la contrée constitue un impluvium. Les sources y sont nombreuses, mais leur débit est toujours faible (Aîn Endis, la plus importante a un débit de 6 litres pas seconde à l'étiage). Elles ont des eaux potables, plus ou moins calcaires. Parfois, vers l'est, dans les marnes, les eaux se chargent quelque peu de magnésie, pour la plupart elles sont cependant utilisables.
Quelques secteurs sont toutefois mal pourvus ou dépourvus de ressources en eau. Si l'on excepte la partie nord-ouest, drainée vers l'oued Assouel, la petite région forme un ensemble hydrographique homogène, l'oued Bagra. S'y joignent l'oued Bouguerdjoum puis le Chabet el Hammam. Au confluent toutes les eaux sont ainsi rassemblées et l'oued Bagra changeant de nom devient l'oued Boukmoury. Celui-ci, hors région, se dirige vers le Chelif. 
En été, le débit de ces oueds est nul : seuls les petits affluents, Endis, Messaghit, et Megta offrant de petites possibilités d'irrigation.
Dans l'ensemble, les oueds permettent par leurs seules sources, non seulement l'abreuvement du bétail mais offrent, avant toute mise en valeur, de belles possibilités de pâturage dans le fond des vallées où les prairies naturelles occupent d'appréciables surfaces (Endis, Nechafa, Deguiet Roha notamment).

### Géologie
Schématiquement, on peut dire que les massifs secondaires du pourtour bornent la zone centrale occupée par des couches sédimentaires plastiques plissées par les poussées orogéniques d'âge pyrénéen et alpin et boursouflées par des intrusions triasiques. 
Le Trias se montre aux abords est du village (djiret ou montagne à plâtre, ainsi qu'aux lisières est de la contrée (djebel Djir). Ces croupes gypseuses sont stériles, les eaux des sources concernées sont saumâtres. 
En contrepartie le gypse offre le plâtre...
Le Crétacé moyen est largement représenté sur les pentes du Chaoun et du Tagensa. Composé de dépôts divers, marne ou grès, il est occupé par des forêts.
L'Éocène est très présent. Au Kef Touil, ainsi que plus près à l'est au bled M'Sil el Guebli on trouve des juxtapositions Éocène/Éocène inférieur/Éocène moyen de faible superficie. Les terres d'origine cartésienne situées au pied du Kef el Touil sont très fertiles.
L'Éocène supérieur occupe au nord-ouest de la région une zone très favorisée où est situé e un hameau (ex ferme Cazelles). Constitué de marnes alternant avec des grès il donne les meilleurs sols forestiers du lieu tandis que les parties basses forment des sols de culture où les fourrages naturels sont de qualité.
Enfin, au Miocène le cartennien[Quoi ?], très important occupe la zone centrale ; ses couches sédimentaires constituent la roche-mère de la majeure partie des sols cultivables. Relativement peu pierreuses au centre de la zone elles sont par contre garnies de blocs et de cailloux gréseux en bordure des massifs du Crétacé.

### Climat
Le climat local n'est pas typiquement méditerranéen car l'altitude a une influence baissière sur la température pouvant se chiffrer à environ 4 °C en hiver et à 8 °C en été. La pluviosité n'est guère que moyenne, ceci en raison de la position défavorable du lieu, sur le versant sud de l'Atlas Tellien à l’arrière des massifs formant écran.
Ce climat est dit oroméditerranéen de type sec. Pendant l'hiver les minima moyens sont à peine supérieurs à 0 °C; l'été est relativement tempéré avec des maxima moyens de 30 à 31 °C environ.
L'amplitude annuelle est de 20 °C,signe d'un climat déjà marqué par la continentalité.
Les températures extrêmes, absolues peuvent atteindre -10 °C par forte tempête de froid et, exceptionnellement, 38 °C par temps de sirocco. La région est très ventée. Pendant la saison froide, les vents dominants sont d'ouest ou de nord-ouest. Souvent violents, ils apportent généralement de la pluie ou de la neige.
Au printemps ou au début de l'été, le sirocco ,venant du sud ou du sud-ouest est dangereux et desséchant, il peut compromettre les récoltes en herbe, produire l’échaudage des céréales.
La contrainte hydrique de l'air, faible en hiver, est assez élevée en été (sécheresse de l'air). Le séchage des fruits y serait chose délicate dès la fin de l'été en raison de l'humidité nocturne, des précipitations atmosphériques précoces et de la tardiveté de la maturation.
La pluviosité annuelle, de 600 millimètres en moyenne, présente un excès en décembre-janvier. Par contre, comme dans tout le bassin Méditerranéen, on note une sécheresse estivale. Les précipitations de mai sont particulièrement bénéfiques pour les cultures du blé dur. 
En hiver  la neige tombe a plusieurs reprises. Quant aux orages ils sont fréquents, notamment en fin de printemps et d'été accompagnés de pluie et parfois de grêle.
Les gelées - noires ou blanches - redoutables pour les plantes sont rares.
En résumé, cette région moyennement arrosée a un climat favorable à la vie humaine. L'Européen peut y vivre sans problème (à condition de lutter contre le paludisme)

### Végétation
La végétation présente d'abord un contraste entre la partie ouest, nord, et nord-est des pentes périphériques -couvertes de forêts et la zone centrale déboisée.
Les forêts sont constituées par la chênaie typique, se présentant sous le fascié suivant :
- Chêne-vert, parfois accompagné de genévrier,
- Au-dessous, une strate avec genêts et asparagus,
- Enfin, une strate herbacée avec notamment l’asphodèle dans les parties marneuses.

Le sous-bois est plus abondant dans les forêts du nord-ouest que dans celles de l'ouest et du nord. En ces lieux, les jachères des parties cultivables se couvrent d'une belle végétation secondaire herbacée où les légumineuses sont bien représentées.
À la limite sud-est du Bled Derrag, les crêtes du massif Azzeba sont complètement déboisées. Au-delà de la limite, c'est la steppe.
La zone centrale, c'est-à-dire la plus grande partie de la région, est occupée par une végétation herbacée.
Les bas-fonds humides portent, à l'état naturel, des prairies où les graminées dominent.
Le lit des oueds est fleuri de lauriers-roses.
Les plateaux et coteaux ont, dans les parties incultes, un couvert de genêts, asphodèles tandis que les parties défrichées développent suivant la durée d'abandon, une flore subspontanée où l'on trouve artichaut sauvage, poireau, carotte sauvage, ravenelle, folle-avoine, fausse truffe (dubnium).

### Transports
La RN60 la traverse pour aller de Ksar El Boukhari à Theniet El Had.

### Villages, hameaux et lieux-dits
L'agglomération chef-lieu est le village de Derrag. La commune compte une agglomération secondaire : Siouf.

## Toponymie
Derrag en arabe veut dire le pays caché[réf. nécessaire].

## Histoire
La région de Bled Derrag avait été rattachée à la commune-mixte de Theniet El Had au début de la colonisation où sera créé du village colonial de Letourneux en 1891, qui passera sous l'autorité de la commune-mixte de Boghari jusqu'en 1956 où il devient une commune de plein exercice séparé de Siouf. En 1963, il sera intégré à la commune nouvellement créée de Aziz, la commune renaîtra en 1984 sous le nom de Derrag.
Le nom de DERRAG revient à la famille qui y habitait.

## Démographie
| 1954  | 1987  | 1998  | 2008  |
| ----- | ----- | ----- | ----- |
| 1 792 | 8 749 | 7 695 | 7 273 |